# 年金積立金管理運用独立行政法人の資産運用法
年金積立金管理運用独立行政法人の資産運用法（ねんきんつめたてきんかんりうんようどくりつぎょうせいほうじんのしさんうんようほう）とは、年金積立金管理運用独立行政法人 (GPIF) の公的年金運用法である。
株式投資の方法はパッシブ運用とアクティブ運用に大別される。国内株式について、それぞれが拠っている基準には、まずパッシブ運用が拠っているTOPIXなどのベンチマークと、次にアクティブ運用の中のスマートベータ型運用が拠っているスマート・ベータ指数がある。
厚生労働大臣から示された第４期中期目標では、積立金の運用目標について、「長期的に年金積立金の実質的な運用利回り（運用利回りから名目賃金上昇率を差し引いたもの）1.7％を最低限のリスクで確保することを目標とし、この運用利回りを確保するよう、基本ポートフォリオを定め、これに基づき管理を行うこと」とされている。
現在、以下を基本ポートフォリオとしている。なお、資産全体の５%を上限にオルタナティブ資産（インフラストラクチャー、プライベート･エクイティ、不動産）の運用を行うこととされている。
|              |              | 国内債券 | 外国債券 | 国内株式 | 外国株式 |
| ------------ | ------------ | -------- | -------- | -------- | -------- |
| 資産構成割合 | 資産構成割合 | 25%      | 25%      | 25%      | 25%      |

## パッシブ運用
ベンチマークに連動するように運用する方法。市場は効率的であり、情報の収集・分析等のコストを支払って機動的に運用しても継続的な超過収益は得られないという考え方を前提に、原則として市場を構成する全ての銘柄をその構成比率どおりに保有して、市場平均並みの収益率を確保することを目指すインデックス運用。市場に対する影響に配慮して比重を高くしているという。この概念は一般的なパッシブ運用と変わらない。

## アクティブ運用
伝統的なものとスマートベータ型に分かれる。後者はインデックス運用である。
伝統的アクティブ運用は、GPIFの用語集にある通り、市場の非効率的な面に着目し、さまざまな非効率な要因を分析することによって、市場平均とは異なるポートフォリオを構築する。ベンチマークに対して相対的に高い超過収益を出すことを目的に運用する方法である。一般に言うアクティブ運用と変わりない。
スマートベータ型運用は、スマートベータ指数に拠るものである。一般的に、スマートベータ指数とは、広範な銘柄群を時価総額で加重した「市場指数」に対して、①特定の属性を持つ銘柄を対象に、②時価総額以外の基準でウェイトを付与することで構成される指数である。
代表的なものに、ファンダメンタル指数や低ボラティリティ戦略（最小分散）指数がある。これらを用いた運用は、インデックス運用でありながらベンチマークに対する超過収益が見込めるとされている。
ファンダメンタル指数は、売上高・キャッシュフロー・株主資本・配当金の4項目から算出する。この指数は、ロバート・アーノットのリサーチ・アフィリエイツ社が考案した。時価総額加重平均という主流的指標の、赤字銘柄が人気のあるせいで指数に組み込まれる問題を克服した。克服の過程においては、1990年代後半にジェームス・オショーネシーやジェレミー・シーゲルなどがそれぞれ投資法を発表している。
低ボラティリティ戦略とは、下方リスクに対応し、ポートフォリオのボラティリティを抑制した投資戦略の総称である。異なる研究者が様々な手法を提唱している。リスクコントロール指数や最小分散ポートフォリオ、リスクベースストラテジーなど。

## 分担
国内パッシブ運用のTOPIX担当では、みずほとDIAMの他、三井住友信託銀行、三菱UFJ信託銀行、ブラックロックが運用している。伝統的アクティブ運用では、インベスコ・アセット、キャピタル・インターナショナル、ナティクシス・アセットマネジメント、日興アセットマネジメント、フィディリティ、みずほ投信投資顧問、ラッセル・インベストメント、JPモルガン、DIAMアセットマネジメント、他2社に委任している。スマートベータ型運用は、ゴールドマン・サックス・アセット・マネジメントおよび野村ファンド・リサーチ・アンド・テクノロジー株式会社と野村アセットマネジメントの3社に委託されている。

## 債券投資
国内債券投資運用の受託機関がベンチマークと共に公表されている。
2014年5月20日を提出期限にして、外国債券投資運用の委託先が募集されていた。ベンチマークをパッシブで1つ、アクティブで2つに分け、そのうち2つはヘッジなしかつベンチマーク応相談。また、複数のベンチマークが兼任可能だった。
2015年10月1日、外国債券投資運用の委託先が公表された。国内株式でふれたものは書かない。ベンチマークなどの詳細も省略。シュローダー、メロン・フィナンシャル、パシフィック・インベストメント・マネジメント、プルデンシャル、en:Manulife Financial、en:Legg Mason、フィデリティ・インベストメンツ、UBS、en:Ashmore Group、アライアンス・バーンスタイン、パリバ、ステート・ストリート。